# День фермера
День фермера — свято, що відзначається в Україні 19 червня.
У цей день Верховною Радою України в 2003 році був прийнятий Закон про фермерське господарство.
День установлений 18 червня 2020 року Президентом України Володимиром Зеленським ураховуючи значення фермерських господарств для розвитку сільського господарства України, їх внесок у вирішення питань продовольчої безпеки держави.
Проект Указу Президента про встановлення Дня фермера був схвалений Кабінетом Міністрів України 3 червня 2020 р.